# 1000-Stunden-Glas
Als 1000-Stunden-Glas wird ein Vorsatzglas bezeichnet, das in Arbeitsschutzgeräte wie Schweißschutzschilde oder Hauben eingesetzt wird, um bei Schweiß-, Löt- oder ähnlichen Arbeiten (beispielsweise auch im Bereich von Hochöfen) das Augenlicht vor fliegenden Funken zu schützen.  Meist wird dahinter eine dunkle Scheibe angebracht, um auch die Augen vor dem grellen Licht und dem UV-Licht zu schützen.
Das Glas ist mit einer speziellen Kunststoffschicht versehen, die ein Einbrennen von Funken in das Glas verhindert. 
Der Name 1000-Stunden-Glas soll ausdrücken, dass es erheblich länger genutzt werden kann als eine normale Scheibe aus Glas, jedoch kann auch solch eine Vorsatzscheibe keine 1000 Stunden verwendet werden.